# África do Sul nos Jogos Olímpicos de Verão de 1932
A África do Sul nos Jogos Olímpicos de Verão de 1932, em Los Angeles, nos Estados Unidos competiu representada por 12 atletas, sendo 10 homens e 2 mulheres, que disputaram provas de 18 modalidades esportivas de quatro esportes diferentes, conquistando um total de 5 medalhas, sendo 2 de ouro e três de bronze. A África do Sul terminou assim, na 15ª colocação no quadro geral de medalhas da competição.

## Medalhistas

### Ouro
- Dave Carstens — Boxe;
- Laurie Stevens — Boxe;

### Bronze
- Marjorie Rees Clark — Atletismo
- Jenny Genoveva Maakal — Natação
- Ernest Peirce — Boxe